# Robert Lindsay (Leichtathlet)

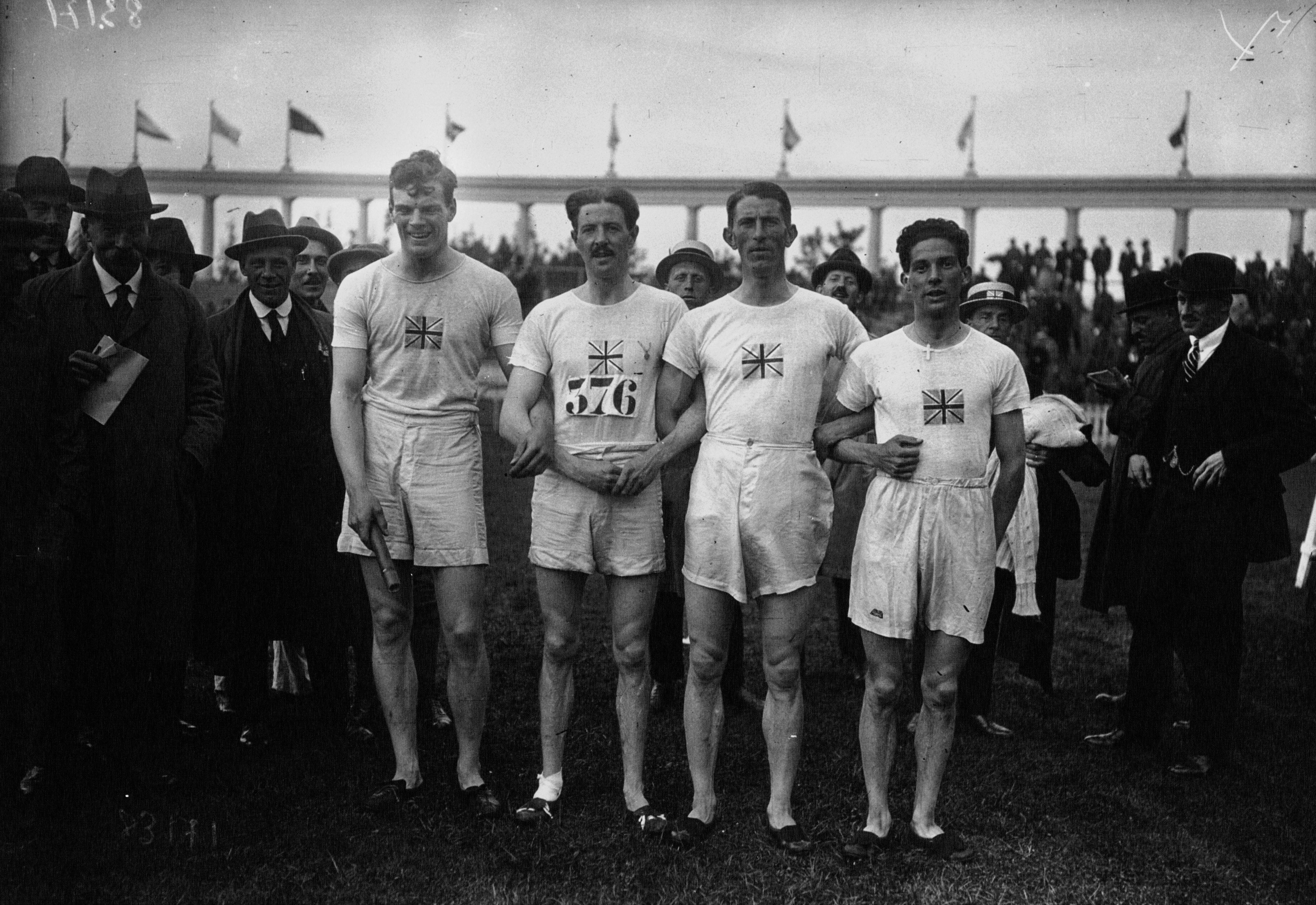
V. l. n. r.: Butler, Ainsworth-Davis, Lindsay, Griffiths 1920

Robert Lindsay (Robert Alexander Lindsay; * 18. April 1890 in Wandsworth, London; † 21. Oktober 1958 in Battersea, London) war ein britischer Sprinter, der in den frühen 1920er Jahren im 400-Meter-Lauf erfolgreich war.
Lindsay war einer von vielen, denen der Krieg die Karriere verdarb. Als ihm die Olympischen Spiele 1920 in Antwerpen erstmals Gelegenheit zur Beteiligung an internationalen Wettkämpfen boten, war er bereits dreißig Jahre alt. Er startete sowohl bei den Einzelwettkämpfen über 400 Meter, wo er das Viertelfinale erreichte, als auch in der 4-mal-400-Meter-Staffel, die in der Besetzung Cecil Griffiths, Lindsay, John Ainsworth-Davis und Guy Butler antrat und in 3:22,2 min Gold vor Südafrika (Silber in 3:24,2 min) und Frankreich (Bronze in 3:24,8 min) gewann.
Seine erste und einzige AAA-Meisterschaft über 440 Yards gewann er im Jahr 1921 (50,4 s), nachdem in den Vorjahren Guy Butler (1919) und der Südafrikaner Bevil Rudd (1920) erfolgreich gewesen waren. In den Jahren von 1914 bis 1918 waren kriegsbedingt keine Meisterschaften ausgetragen worden.

## Weblink
- Robert Lindsay in der Datenbank von Olympedia.org (englisch)

| Personendaten    | Personendaten             |
| ---------------- | ------------------------- |
| NAME             | Lindsay, Robert           |
| ALTERNATIVNAMEN  | Lindsay, Robert Alexander |
| KURZBESCHREIBUNG | britischer Sprinter       |
| GEBURTSDATUM     | 18. April 1890            |
| GEBURTSORT       | Wandsworth                |
| STERBEDATUM      | 21. Oktober 1958          |
| STERBEORT        | Battersea                 |